# Awraham Elmalich
Awraham Elmalich (hebr.: אברהם אלמליח, ang.: Avraham Elmalih, ur. 1885 w Jerozolimie, zm. 2 kwietnia 1967) – izraelski nauczyciel, działacz społeczny, dziennikarz i polityk, w latach 1949–1951 poseł do Knesetu.
Działał w ruchu sefardyjskich syjonistów, był autorem słownika francusko-hebrajskiego i hebrajsko-francuskiego.
W pierwszych wyborach parlamentarnych w Izraelu w 1949 dostał się do izraelskiego parlamentu z listy partii Sefardyjczycy i Orientalne Społeczności.  W pierwszym Knesecie zasiadał w komisjach pracy oraz edukacji i kultury.